# Tritonia atrorubens
Tritonia atrorubens är en irisväxtart som först beskrevs av Nicholas Edward Brown, och fick sitt nu gällande namn av Harriet Margaret Louisa Bolus. Tritonia atrorubens ingår i släktet Tritonia och familjen irisväxter. Inga underarter finns listade i Catalogue of Life.